# Ligne 3 du tramway de Montpellier
Pour les articles homonymes, voir Ligne 3.

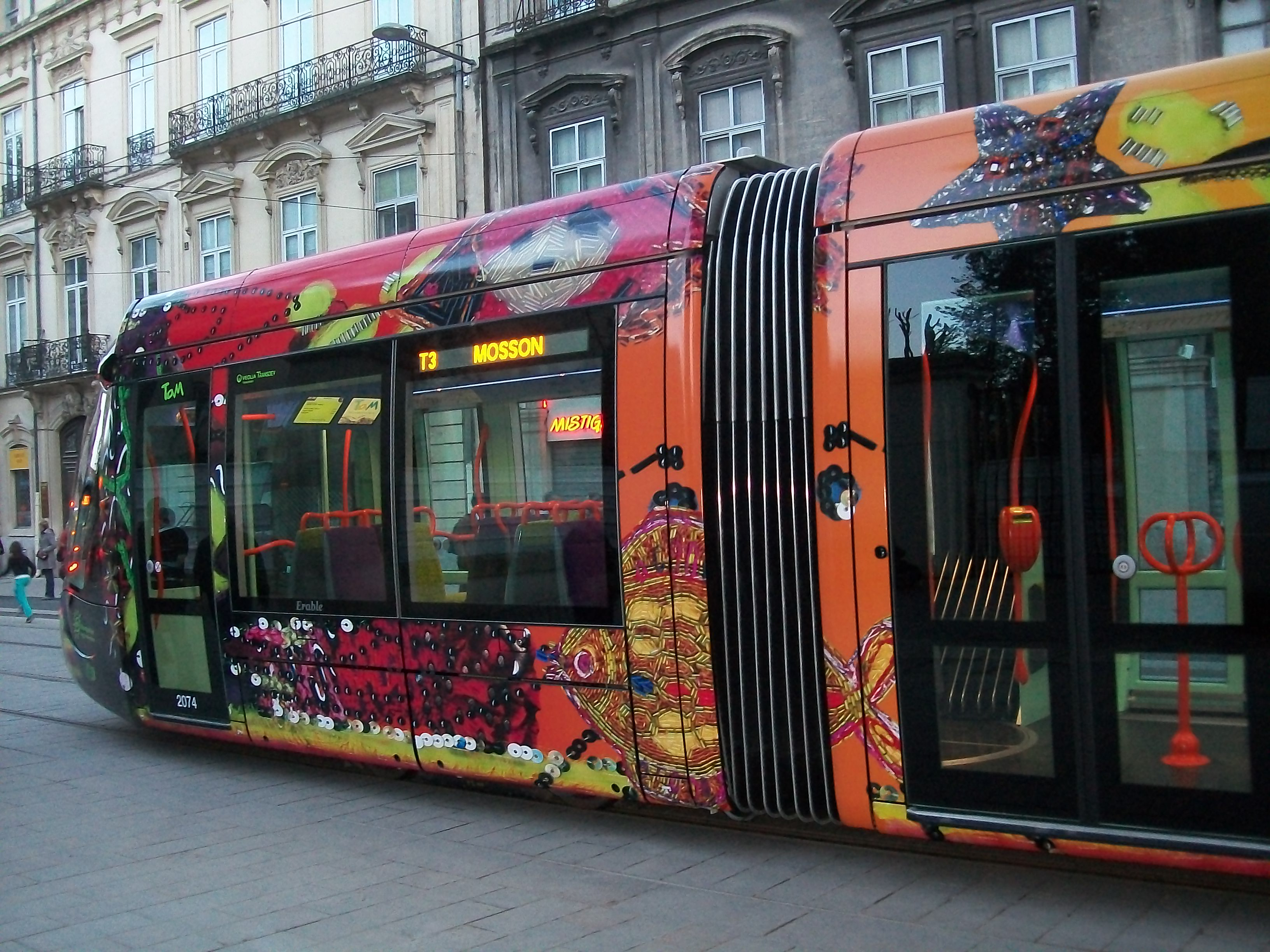
Vue de côté d'une rame Citadis 402 de la ligne 3.

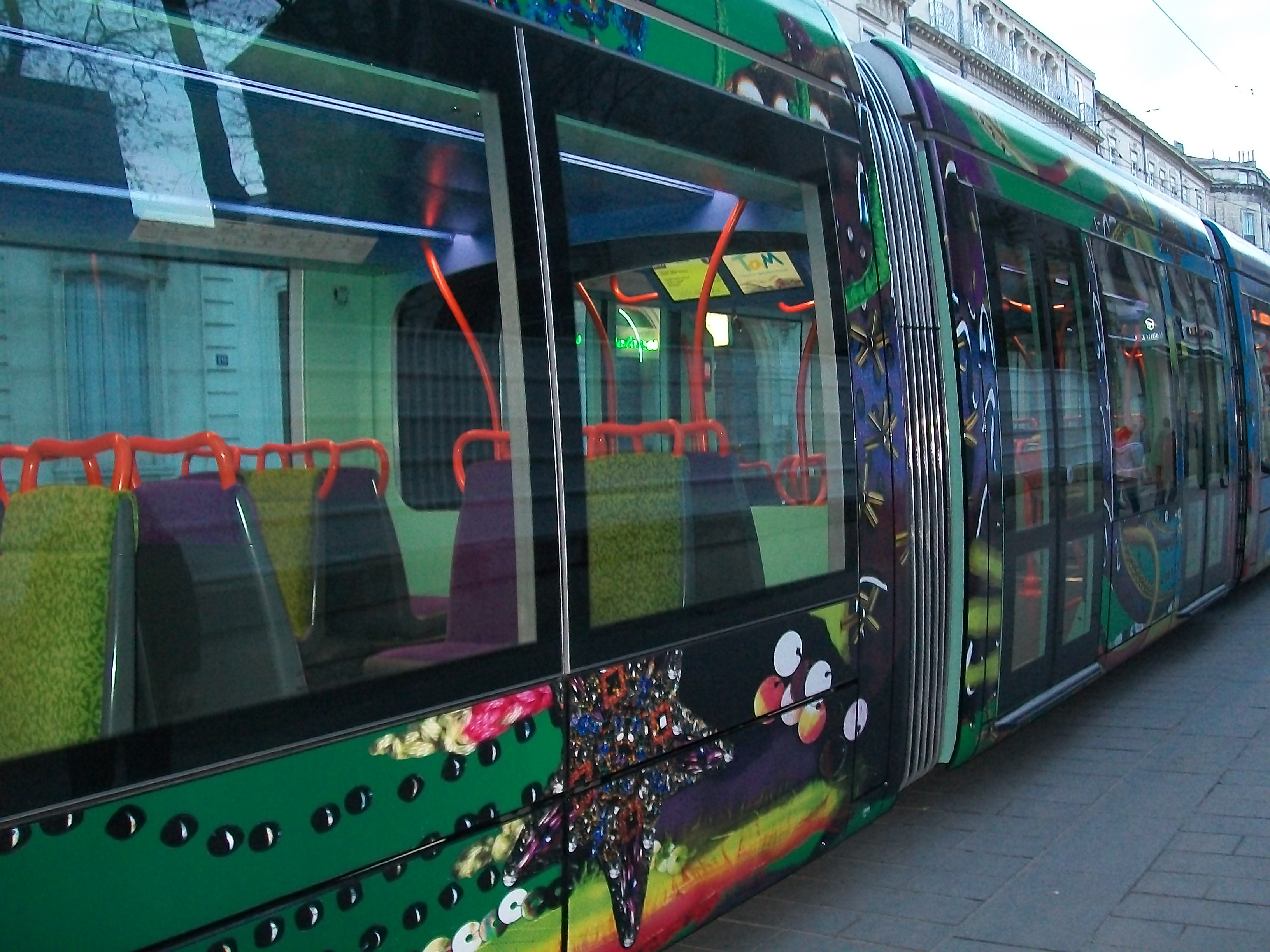
Vue rapprochée d'une rame Citadis 402 de la ligne 3.

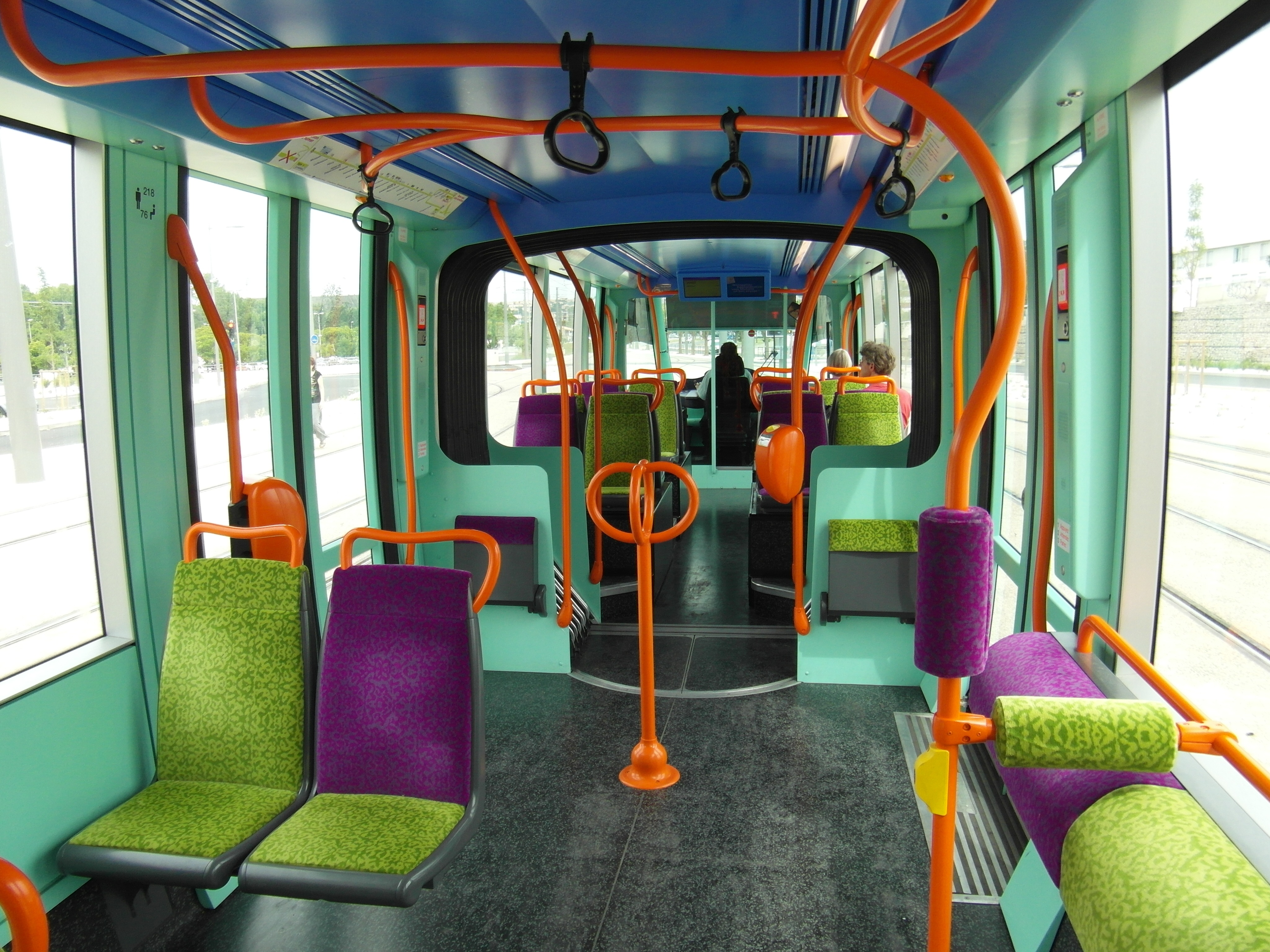
Intérieur d'une rame Citadis 402 de la ligne 3.

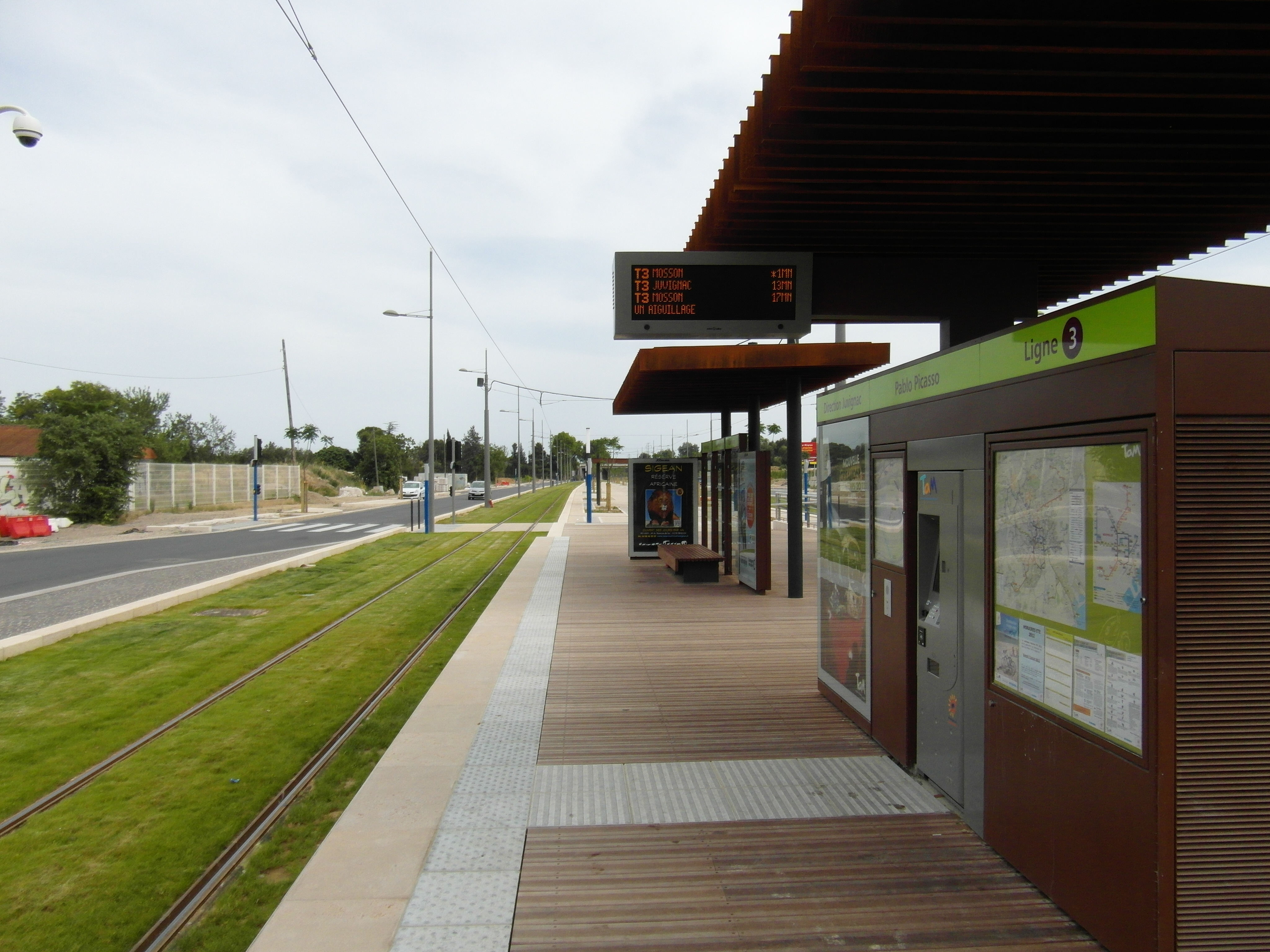
Station Pablo-Picasso de la ligne 3.

La ligne 3 du tramway de Montpellier relie Juvignac à l'ouest à Lattes et Pérols au sud en passant par le centre de Montpellier. Elle a une longueur de 23 km et se parcourt d'un terminus à l'autre en 45 minutes. La ligne 3 est en service depuis le 7 avril 2012 et est électrifiée en 750 volts courant continu. Sa fréquentation quotidienne est de 67 000 passagers par jour.
L'aménagement urbain de la ligne a été réalisé par l'architecte urbaniste Antoine Garcia-Diaz (quais, stations, revêtements, plantations, mobiliers urbains).
En janvier 2022, la station Gare Saint-Roch est renommée Gare Saint-Roch-République, située rue de la République, pour la distinguer de celle des lignes 1 et 2 située rue de Maguelone. La station Rives du Lez est renommée Rives du Lez-Consuls de Mer, située boulevard des Consuls de mer, pour la distinguer de celle des lignes 1 et 4, située avenue des Droits de l'Homme.
Certaines rames de la Ligne 3 sont floquées avec le nom d'espèces de plantes ou d'animaux que l'on trouve dans la région de Montpellier, tels l'érable de Montpellier ou l'asphodèle par exemple.

## Tracé
|  |   |   |   |  | Stations                      | Latitude Longitude                | Communes desservies | Correspondances                                    |
|  | - | - | - |  | ----------------------------- | --------------------------------- | ------------------- | -------------------------------------------------- |
|  |   | ■ |   |  | Juvignac                      | 43° 37′ 03,52″ N, 3° 48′ 33,34″ E | Juvignac            | 25                                                 |
|  |   | • |   |  | Mosson                        | 43° 36′ 58,51″ N, 3° 49′ 10,89″ E | Montpellier         | 1 34 40 42 234280617661662663668681685             |
|  |   | • |   |  | Celleneuve                    | 43° 36′ 56,48″ N, 3° 49′ 33,57″ E | Montpellier         | 10                                                 |
|  |   | • |   |  | Pilory                        | 43° 37′ 10,91″ N, 3° 49′ 55,65″ E | Montpellier         |                                                    |
|  |   | • |   |  | Hôtel du Département          | 43° 37′ 19,59″ N, 3° 50′ 06,99″ E | Montpellier         | 7 19                                               |
|  |   | • |   |  | Pergola                       | 43° 37′ 03,21″ N, 3° 50′ 22,87″ E | Montpellier         |                                                    |
|  |   | • |   |  | Tonnelles                     | 43° 36′ 48,84″ N, 3° 50′ 23,36″ E | Montpellier         | 10 15                                              |
|  |   | • |   |  | Jules Guesde                  | 43° 36′ 40,22″ N, 3° 50′ 50,28″ E | Montpellier         |                                                    |
|  |   | • |   |  | Astruc                        | 43° 36′ 36,77″ N, 3° 51′ 17,4″ E  | Montpellier         |                                                    |
|  |   | • |   |  | Les Arceaux                   | 43° 36′ 35,92″ N, 3° 51′ 42,16″ E | Montpellier         |                                                    |
|  |   | • |   |  | Plan Cabanes                  | 43° 36′ 30,37″ N, 3° 52′ 05,62″ E | Montpellier         |                                                    |
|  |   | • |   |  | Saint-Denis                   | 43° 36′ 19,82″ N, 3° 52′ 26,37″ E | Montpellier         |                                                    |
|  |   | • |   |  | Observatoire                  | 43° 36′ 22,88″ N, 3° 52′ 36,46″ E | Montpellier         | 4                                                  |
|  |   | • |   |  | Gare Saint-Roch - République  | 43° 36′ 17,43″ N, 3° 52′ 50,04″ E | Montpellier         | 1 2 4 8 11 17 234280 Grandes lignes, TER Occitanie |
|  |   | • |   |  | Place Carnot                  | 43° 36′ 13,31″ N, 3° 53′ 03,34″ E | Montpellier         | 8 11                                               |
|  |   | • |   |  | Voltaire                      | 43° 36′ 13,38″ N, 3° 53′ 20,83″ E | Montpellier         |                                                    |
|  |   | • |   |  | Rives du Lez - Consuls de Mer | 43° 36′ 15,21″ N, 3° 53′ 41,6″ E  | Montpellier         | 1 4                                                |
|  |   | • |   |  | Moularès (Hôtel de Ville)     | 43° 36′ 02,25″ N, 3° 53′ 43,87″ E | Montpellier         | 1 4                                                |
|  |   | • |   |  | Port Marianne                 | 43° 36′ 05,5″ N, 3° 53′ 57,79″ E  | Montpellier         | 1 16                                               |
|  |   | • |   |  | Pablo Picasso                 | 43° 35′ 53,59″ N, 3° 54′ 11,52″ E | Montpellier         |                                                    |
|  | • | • | • |  | Boirargues                    | 43° 34′ 59,85″ N, 3° 55′ 27,66″ E | Lattes              | 28 Bus 5 607621                                    |
|  | • |   |   |  | Cougourlude                   | 43° 34′ 16,83″ N, 3° 54′ 50,56″ E | Lattes              |                                                    |
|  | ■ |   |   |  | Lattes Centre                 | 43° 34′ 13,94″ N, 3° 54′ 17,22″ E | Lattes              | 18                                                 |
|  |   |   | • |  | ÉcoPôle                       | 43° 34′ 42,33″ N, 3° 56′ 03,64″ E | Pérols              |                                                    |
|  |   |   | • |  | Parc Expo                     | 43° 34′ 21,54″ N, 3° 56′ 46,29″ E | Pérols              | 28                                                 |
|  |   |   | • |  | Pérols Centre                 | 43° 33′ 57,73″ N, 3° 57′ 25,57″ E | Pérols              | Parking non surveillé                              |
|  |   |   | ■ |  | Pérols Étang de l'Or          | 43° 33′ 29,17″ N, 3° 57′ 48,75″ E | Pérols              | 28 Bus 1 4 633                                     |

Les stations en gras servent de départ ou de terminus à certaines missions.

## Matériel roulant
Les rames de la ligne 3 ont été décorées par Christian Lacroix. L'extérieur est décoré sur un thème marin de poissons et crustacés traités comme des broderies. L'avant est conçu avec un vitrage étendu comme un masque de plongée. L'intérieur utilise une thématique sous-marine : un intérieur vert pâle au plafond bleu, avec des barres de maintien orange qui se développent comme des coraux,.
17 rames Citadis 402 de 42 mètres de long numérotées de 2073 à 2089 équipent la ligne 3. Elles sont renforcées périodiquement par les rames 2070, 2071, 2072, 2098 et 2099 servant aussi sur la ligne 1. Elles sont remisées et entretenues au dépôt Les Hirondelles qui est le dépôt des Transports de l'agglomération de Montpellier, dans le quartier de la Mosson. L'accès au dépôt se fait par une double voie près de la station Saint-Paul de la ligne 1.
| Constructeur       | Modèle           | Nombre           | Numérotation                   | Années delivraison | Longueur         | Nombre de caisses(éléments) | Affectation      |
| Rames mono-ligne   | Rames mono-ligne | Rames mono-ligne | Rames mono-ligne               | Rames mono-ligne   | Rames mono-ligne | Rames mono-ligne            | Rames mono-ligne |
| ------------------ | ---------------- | ---------------- | ------------------------------ | ------------------ | ---------------- | --------------------------- | ---------------- |
| Alstom             | Citadis 402      | 17               | nos 2073 à 2089                | 2011 - 2012        | 42 mètres        | 7                           | 3                |
| Rames multi-lignes |                  |                  |                                |                    |                  |                             |                  |
| Alstom             | Citadis 402      | 5                | 2070, 2071, 2072, 2098 et 2099 | 2011 - 2014        | 42 mètres        | 7                           | 1 3              |

## Parcours
La ligne parcourt 23 km de l'ouest de Montpellier au sud de sa métropole et comporte 27 stations.
Sur la commune de Juvignac, le terminus ouest dessert le futur quartier des Caunelles et des Constellations au nord du village anticipant l'urbanisation, ce qui est une spécificité du réseau de tramway de Montpellier. La ligne 3 poursuit ensuite son tracé en atteignant la station Mosson après une boucle passant devant le marché aux fleurs.
La ligne 3 emprunte l'avenue Raymond-Dugrand et la route de Carnon vers Lattes et Pérols. Sur la commune de Lattes, après avoir franchi Boirargues, une section à voie unique se dirige vers Lattes Centre. Vers Pérols, une seconde branche à voie unique longe la ville par l'est jusqu'au sud. Le terminus Pérols Étang de l'Or se situe à environ deux kilomètres de la mer.

## Exploitation
En semaine, la première rame commence son service à 4h20 et le service se termine à 1h45 du lundi au jeudi et à 2h45 les vendredis et samedis. Le dimanche le service commence à 5h50 et se termine à 1h45. Le premier départ vers Mosson a lieu à l'arrêt Boirargues.
La desserte des arrêts Juvignac, Cougourlude et Lattes Centre d'une part, et Eco-Pôle, Parc Expo, Pérols Centre et Perols Étang de l'Or d'autre part se fait à raison d'un service sur deux.
En été, le service est renforcé vers Pérols, et réduit vers Lattes. Certaines rames effectuent alors leur terminus à l'arrêt Saint-Denis.
La ligne ne fonctionne pas le 1er mai.

## Projets évoqués
Initialement, les terminus envisagés au sud de Montpellier étaient l'aéroport Montpellier-Méditerranée et les plages de Palavas-les-Flots :
Le 26 janvier 2009, une commission tramway de la métropole de Montpellier propose une « extension vers la mer » à partir du terminus Pérols Étang de l'Or, soit vers Palavas-les-Flots, soit vers Carnon et La Grande-Motte.
Le 15 novembre 2011, le maire de Palavas-les-Flots s'est prononcé plutôt en faveur d'un prolongement de la ligne vers sa commune mais uniquement à partir de la branche de Lattes. Ce qui signifierait que l'extension éventuelle de l'autre branche, desservant Pérols, s'effectuerait donc uniquement vers La Grande-Motte.
Les commissaires conseillent également, à l'issue de l'enquête publique, fin mars 2007, une extension postérieure vers l'ouest de Juvignac en direction de la route nationale 109 et de l'autoroute A750. Cette proposition est reprise par la commission tramway dans son bilan présenté le 26 janvier 2009.